# Campionatele europene de gimnastică feminină din 1985
Campionatele europene de gimnastică feminină din 1985, care au reprezentat a cincisprezecea ediție a competiției gimnasticii artistice feminine a "bătrânului continent", au avut loc în orașul Helsinki, capitala Finlandei.
Datorită valorii mondiale a gimnasticii europene, campionatele europene de gimnastică feminină au coincis, pentru foarte mulți ani, cu replica sa mondială.